# Amblycerus guazumicola
Amblycerus guazumicola is een keversoort uit de familie bladkevers (Chrysomelidae). De wetenschappelijke naam van de soort werd in 1971 gepubliceerd door Kingsolver & Johnson.